# Meshchovsky (huyện)
Huyện Meshchovsky (tiếng Nga: ? райо́н) là một huyện hành chính tự quản (raion), của Tỉnh Kaluga, Nga. Huyện có diện tích 1253 kilômét vuông, dân số thời điểm ngày 1 tháng 1 năm 2000 là 14200 người. Trung tâm của huyện đóng ở Meshchovsk.